# Выгодовский, Павел Фомич
Павел Фомич Выгодовский (настоящая фамилия Дунцов; 1802, с. Ружична, Проскуровский уезд, Подольская губерния, Российская империя (теперь в составе Хмельницкого, Украина) — 12 декабря 1881, Иркутск, Российская империя) — декабрист.

## Биография
Родился в крестьянской семье католического вероисповедания. Обучался сперва церковным дьячком, а затем в духовном училище в с. Приворотье Ушицкого повета. В 1819 году сбежал из дома и некоторое время учился в Староконстантиновском поветовом училище в местечке Теофиполь, принадлежавшем монахам-тринитариям. В это время переменил фамилию на Выгодовский. В 1819 году выехал в Ровно и поступил на службу секретарем у профессора М. Хенцинского. В 1823 году — канцелярист в Ровенском нижнем земском суде, затем в 1824 году переведен «по способности к делам» в канцелярию волынского гражданского губернатора.
Павел Выгодовский был принят летом 1825 года в Общество соединенных славян, которое затем примкнуло к Южному обществу в качестве Славянской управы. Выгодовского прельщала идея признать независимость Польши и передать ей от России провинции Литву, Подолию и Волынь, а также присоединить к Польше Украину.
Приказ об его аресте поступил 15 февраля 1826 года, арест состоялся в Житомире 19 февраля. Затем Выгодовский был доставлен в Санкт-Петербург на главную гауптвахту и переведен 2 марта в Петропавловскую крепость, а в мае 1826 года — в № 36 Невской куртины. 10 июля 1826 года был осужден по VII разряду (знал об умысле на цареубийство; принадлежал к тайному обществу со знанием цели) и по конфирмации приговорен к каторжным работам на 2 года, после чего в августе того же года, срок ему был сокращен до 1 года.
До 15 февраля 1827 года находился в заключении в Петропавловской крепости, после чего был отправлен в Сибирь. В апреле 1827 года был доставлен в Читинский острог. По окончании срока каторги был отправлен на поселение в г. Нарым Томской губернии, куда прибыл 3 июня 1828 года.
В 1854 году Выгодовский «за ослушание и дерзость против местного начальства при производстве следствия об употреблении им в официальной жалобе оскорбительных насчет некоторых должностных лиц выражений предан, по распоряжению начальника губернии, суду и заключен в Томский тюремный замок» (рапорт генерал-губернатора Гасфорда 24.2.1855). При аресте у него были отобраны и представлены в III отделение рукописи на 3588 листах, «наполненные самыми дерзкими и сумасбродными идеями о правительстве и общественных учреждениях, с превратными толкованиями некоторых мест св. писания и даже основных истин христианской религии». За это 29 апреля 1855 года Томским окружным судом был приговорен к наказанию плетьми (от которого освобождён по манифесту о восшествии на престол Александра II), а затем к ссылке на поселение.
Он был сослан на поселение в Иркутскую губернию, но по произволу администрации направлен в Вилюйск Якутской области, куда прибыл в январе 1857 года.
В 1871 году в связи с тем, что в Вилюйск был переведён Н. Г. Чернышевский, всех «неблагонадёжных» предварительно удалили оттуда, и Выгодовский был переведён в с. Урик Иркутской губернии, но жил в Иркутске при римско-католической церкви. Был последним умершим в Сибири декабристом.